# Orthographische Konferenz von 1901
Auf der Orthographischen Konferenz von 1901 in Berlin (auch Zweite Orthographische Konferenz genannt) wurde erstmals eine gemeinsame deutsche Orthographie aller deutschsprachigen Staaten festgelegt, die zu großen Teilen auf der preußischen Schulorthographie beruhte, aber darüber hinaus auch Vorschläge der Orthographischen Konferenz von 1876 übernahm, die von Preußen noch nicht umgesetzt worden waren. Die nächste gesamtdeutsche Rechtschreibreform fand im Jahr 1996 statt.
Die damals standardisierte deutsche Rechtschreibung wurde in den deutschsprachigen Ländern (Länder des Deutschen Reiches, Österreich, Schweiz) mit geringen Änderungen einheitlich verwendet (abgesehen vom ß, das sich in der Schweiz in der Antiqua nie durchsetzen konnte und ab 1935 in Zürcher Schulen auch nicht mehr gelehrt wurde). Die nach der Konferenz noch zahlreich vorhandenen Doppel- und Dreifachformen wurden in unterschiedlichen Hausorthographien beseitigt, insbesondere durch den Buchdruckerduden von 1903. Schon bald nach der Konferenz wurden von verschiedenen Seiten Mängel beklagt und weiterer Reformbedarf gesehen, der nur sehr spärlich angenommen wurde.

## Vorgeschichte
Bestrebungen nach einer Vereinheitlichung der deutschen Rechtschreibung hatten eine lange Vorgeschichte, artikulierten sich aber besonders deutlich nach der Reichsgründung im Jahr 1871. 1876 fanden in Berlin vom 4. bis zum 15. Januar „Verhandlungen zur Herstellung größerer Einigung in der Rechtschreibung“ statt, die vom preußischen Kultusminister Adalbert Falk initiiert wurden und als I. Orthographische Konferenz bekannt wurden. Die Ergebnisse wurden von den Regierungen der einzelnen Länder abgelehnt, sodass es zunächst nicht zu einer einheitlichen Rechtschreibung im deutschen Reich kam.
1879 gab Bayern ein eigenes orthographisches Regelwerk heraus. Auch in Österreich wurde ein eigenes orthographisches Regelwerk herausgegeben, das die Heysesche s-Schreibung verwendete. 1880 folgte Preußen mit einem eigenen Regelwerk, das von dem Germanisten Wilhelm Wilmanns, einem engen Vertrauten Konrad Dudens, für die preußischen Schulen entwickelt wurde (daher auch „Preußische Schulorthographie“ genannt) und sich kaum von dem bayerischen Regelwerk unterschied. Nach den Schulorthographien Preußens und Bayerns wurden auf -iren/-ieren endende Verben einheitlich mit -ieren geschrieben (diese von Rudolf von Raumer vorgeschlagene Vereinheitlichung war auf der I. Orthographischen Konferenz noch verworfen worden). Auf -niß/-nis endende Wörter wurden einheitlich mit -nis geschrieben (auf der II. Orthographischen Konferenz bestätigt). Im gleichen Jahr veröffentlichte Konrad Duden auf der Grundlage dieser beiden Regelwerke sein Wörterbuch mit dem Titel „Vollständiges Orthographisches Wörterbuch der deutschen Sprache – Nach den neuen preußischen und bayerischen Regeln“, das etwa 27.000 Stichwörter enthielt und sich innerhalb eines Jahrzehnts zunächst in Deutschland und dann auch im gesamten deutschsprachigen Raum verbreitete. 1892 wurde der sogenannte Duden als amtliches Wörterbuch in der Schweiz offiziell eingeführt. Damit wurde in den Schulen eine weitgehend einheitliche deutsche Rechtschreibung gelehrt. Die meisten Landesbehörden, mit Ausnahme von Württemberg, verwendeten nach wie vor eine alte Rechtschreibung.
Auf Einladung des Staatssekretärs des Reichsamtes des Innern fanden vom 17. bis 19. Juni 1901  in Berlin „Beratungen über die Einheitlichkeit der deutschen Rechtschreibung“ statt, bekannt geworden als Zweite Orthographische Konferenz. Dabei kamen 26 Bevollmächtigte der deutschen Länder, Dr. Huemer als österreichischer Kommissär sowie Vertreter einiger Institutionen sowie des Buchgewerbes zusammen und berieten über die Normierung einer einheitlichen deutschen Orthographie. Neben Staatsbeamten nahmen einige wenige Fachleute teil, darunter Konrad Duden und Wilhelm Wilmanns, die auch schon an der Ersten Orthographischen Konferenz teilgenommen hatten.

## Beschlüsse
Es wurden die nachfolgenden Beschlüsse gefasst, die auf dem preußischen Regelschulwerk und dem Wörterverzeichnis aufbauten.
- Erheblich eingeschränkt werden sollte die Verwendung von h als Dehnungslaut sowie von Doppelkonsonanten und Doppelvokalen.[6]
- In heimischen Wörtern sollte das h nach t grundsätzlich fallen (Tal, Tür statt Thal, Thür). In Fremdwörtern wie Thron und Theater sowie germanischen Begriffen wie Thing und Thor wurde die th-Schreibung beibehalten.
- Auslautendes ß in Wörtern auf -niß wurde zu -nis wie in Geheimnis, da diese Silbe nicht betont wird. Die bereits 20 Jahre zuvor beschlossene Änderung wurde somit bestätigt.
- Fremdwörter sollten konsequenter in das deutsche Schriftsystem integriert werden. Dies führte jedoch nicht zu einer weitgehenden Ersetzung von c durch k oder z, sondern vielmehr konnten Tausende von Fremdwörtern auf zwei Arten geschrieben werden (z. B. Accent neben Akzent, central neben zentral, social neben sozial). Bei vielen anderen Fremdwörtern waren ebenfalls zwei Schreibweisen möglich (z. B. Shawl neben Schal, Guitarre neben Gitarre, Liqueur neben Likör). In einigen Fällen waren sogar drei Schreibweisen möglich (z. B. Compagnie neben Kompagnie und Kompanie, detto neben ditto und dito, desinficieren neben desinfizieren und deſinfizieren). Einzelne Fremdwörter konnten sogar auf vier Arten geschrieben werden (z. B. Baccheus neben Bacchius, Bakcheus und Bakchius). In einzelnen Fällen wurde eine einheitliche Schreibweise festgelegt (z. B. Redakteur statt Redacteur, Literatur statt Litteratur, Droge statt Drogue).
- Fremdwörter auf -iren/-ieren sollten einheitlich mit -ieren geschrieben werden (z. B. regieren, addieren). Dadurch wurde eine weitere, etwa 20 Jahre lang in der Schule gelehrte Änderung bestätigt.
- In vielen Fällen wurden Doppelschreibungen zugelassen (vgl. oben, außerdem z. B. Brennessel neben Brennnessel, Morgens neben morgens, Britte neben Brite, Beete neben Bete, Sahlweide neben Salweide, mit nichten neben mitnichten, teigicht neben teigig). Bei auf -ie und -ee endenden Wörtern gab es im Plural zwei mögliche Schreibweisen (z. B. Monarchieen neben Monarchien, Alleeen neben Alleen). (Erst in den folgenden Jahren wurde die Zulassung mehrerer Schreibungen eingeschränkt, nicht zuletzt auch durch die Zusammenfassung des allgemeinen Dudens mit dem Buchdruckerduden 1915, den Konrad Duden 1903 erstmals veröffentlicht hatte.)
- Bezüglich der Worttrennung am Zeilenende wurde festgelegt, dass pf und dt immer, st (in den Fällen, in denen nach den Regeln des Fraktursatzes ein langes s gesetzt wird) jedoch nie getrennt werden dürfen (z. B. kämp-fen, Verwand-te, lu-stig). Vorher durfte dt nicht getrennt werden, während pf und st nur getrennt werden durften, wenn ihnen ein Vokalbuchstabe voranging (z. B. trop-fen, aber käm-pfen; Verwan-dte; lus-tig, aber dur-stig). Eine aus einem einzelnen Buchstaben bestehende Silbe sollte besser nicht abgetrennt werden, jedoch war dies nicht verboten.
- Ein weiterer Punkt waren Veränderungen, die die Verteilung von rundem und langem s betrafen.
- Zur Getrennt- und Zusammenschreibung und zur Zeichensetzung (Interpunktion) wurden keine Regeln formuliert.
- Auf weitergehende Neuerungen, wie sie bei der gescheiterten Ersten Orthographischen Konferenz geplant waren, wurde verzichtet, um das gewohnte Schriftbild nicht zu sehr zu verändern. Zudem befürchteten die Konferenzteilnehmer, dass einzelne Landesregierungen nicht zustimmen würden. Daher wurde z. B. auf die Einführung der Heyseschen s-Schreibung verzichtet und die Adelungsche s-Schreibung beibehalten. Österreich opferte „im Interesse der Einheitlichkeit“ die eigene Regelung.

„Der weitere modus procedendi ist nun folgender: Sobald meine Arbeit, die ich im Auftrage des Ministeriums und unter Mitwirkung eines Geheimrates ausführe, fertig ist und gedruckt vorliegt, wird sie an alle Regierungen, auch an die Ihrige, geschickt. Diese haben dann zu prüfen, ob sie, bzw. ihr Kommissar, in der Arbeit die zutreffende Wiedergabe der gefaßten Konferenzbeschlüsse erblicken, und eventuell noch kleine Änderungen vorzuschlagen. Dann erst wird der Text endgültig festgestellt und das Büchlein – wahrscheinlich auch das Protokoll unserer Verhandlungen – publici iuris gemacht. Bis dahin ist es immer noch als ein nur den Konferenzmitgliedern zugänglicher Entwurf zu betrachten.“

Diese Beschlüsse wurden im Laufe des Jahres 1902 durch die Regierungen Deutschlands, Österreichs und der Schweiz in amtliche Regelungen umgesetzt. Kaiser Wilhelm II. war anfangs gegen einen Gebrauch der neuen Rechtschreibung durch die Behörden. Er ließ sich jedoch überzeugen und stimmte im Dezember 1902 der amtlichen Verwendung zu, bestand aber bis 1911 darauf, dass ihm vorgelegte Schriftstücke in der alten Rechtschreibung geschrieben sein mussten.
Aufgrund der vielen Doppelformen entstanden in den folgenden Jahren mehrere Hausorthographien. Insbesondere der bereits oben erwähnte Buchdruckerduden prägte das Schriftbild zahlreicher Veröffentlichungen, darf jedoch nicht mit der amtlichen Regelung gleichgesetzt werden.
Im Wörterverzeichnis 1908 waren die Doppelschreibungen abgeschafft zugunsten eine einheitliche Schreibung: Akzent, zentral, sozial, Schal, Gitarre, Likör (außer seltenen Fällen wie Kompanie/Kompagnie).

## Einstufung als Reform
Es wird unterschiedlich beurteilt, ob die Zweite Orthographische Konferenz von 1901 als eine Rechtschreibreform eingestuft werden kann, die als Präzedenzfall für die Reform der deutschen Rechtschreibung von 1996 gelten kann. Der Reformkritiker Theodor Ickler schreibt dazu:
„Die »Rechtschreibreform von 1901« – eine Legende: Unter Fachleuten ist bekannt, daß die um 1900 übliche Rechtschreibung nach der Zweiten Orthographischen Konferenz (1901) keineswegs »reformiert«, sondern im Gegenteil gegen willkürliche Veränderungen unter staatlichen Schutz gestellt wurde. Das hat insbesondere Wolfgang Kopke in seiner hervorragenden Dissertation (1995) noch einmal genau nachgewiesen.“
Der ehemalige Reformer Horst Haider Munske stellt im Zusammenhang mit der Rechtschreibreform von 1996 fest:
„Diese Rechtschreibreform ist nach Art und Umfang der vorgesehenen Änderungen tatsächlich eine Reform, ein wesentlicher Eingriff in die Struktur der Schriftnorm des Deutschen. Und sie ist die allererste Rechtschreibreform in der deutschen Sprachgeschichte. Denn im Jahre 1901 war praktisch nur der geltende Usus sanktioniert worden. Deshalb genügte hierfür eine einmalige Konferenz von drei Tagen.“
Konrad Duden schreibt im Vorwort zum Duden von 1902 (7. Aufl., S. IV f.):
„Wenn nämlich auch ihr [d. h. der darin beschriebenen Rechtschreibung] Hauptvorzug darin besteht, daß sie überhaupt da ist und allgemeine Gültigkeit hat [damit lobt er die geschaffene Vereinheitlichung], so hat sie doch auch, und zwar nicht nur gegenüber den vielen alten Orthographieen [sic!], sondern auch gegenüber der bisherigen Schulorthographie, nicht gering anzuschlagende Verbesserungen aufzuweisen. Dadurch, daß sie das th und das ph aus allen Wörtern deutschen Ursprungs beseitigt und ferner der Anwendung deutscher Lautbezeichnung, insbesondere des k und z statt des c, des sch statt des ch in den Fremdwörtern weitgehende Zugeständnisse gemacht hat, hat sie auf dem Wege, den die Entwicklung der deutschen Rechtschreibung seit Rudolf von Raumers Widerspruch gegen die Reformen der historischen Schule eingeschlagen und verfolgt hat, einen nicht unerheblichen Fortschritt gemacht. Indem ich von ‚einem Fortschritt‘ spreche, deute ich schon an, daß nach der Meinung derer, die an dem Zustandekommen der neuen, einheitlichen Rechtschreibung mitgearbeitet haben, jetzt keineswegs für alle Zeiten ein Stillstand eintreten soll.“